# Playa Limbo
Playa Limbo é um grupo musical mexicano de música pop. Originários de Guadalajara, México, surgiram em 2005 e, apenas um ano depois, conquistaram grande êxito com a canção "El eco de tu voz", a qual foi tema principal da série de televisão La vida es una canción. Em março de 2007, a gravadora Sony BMG promoveu o lançamento do primeiro álbum de estúdio Canciones de Hotel, no qual foram incluídas algumas canções de grande repercussão — "10 para las 10" e "El Tiempo de ti". Em 2008, foram contratados pela Televisa para gravar "Un gancho al corazón", para a telenovela homônima.
Seus integrantes são Maria León "Mary Betty", a vocalista e guitarrista; Jorge Corrales, o tecladista, Ángel Baillo, no baixo e Servando Yáñez, na bateria. Em 2010, foram indicados ao prêmio TVyNovelas na categoria de melhor tema musical.

## Discografia
- Canciones de Hotel (2007)
- Año Perfecto (2010)
- El Tren de la Vida (2012)
- De Días y De Noches (2015)

## Videografia
- El Eco de Tu Voz (2007)
- 10 Para Las 10 (2007)
- El Tiempo de Ti (2008)
- Así Fue (2009)
- Te Deje (2010)
- Aun Pienso En Ti (2010)
- Los Amantes (2010)
- Imaginarte (2012)
- Calendario (2012)
- Que Bello (2014)